# Strategická komunikace
Strategická komunikace (anglicky Strategic Communication) je vědní disciplína a organizační praxe zabývající se záměrným využíváním komunikace k dosažení cílů organizace. Tato disciplína vznikla v reakci na proměny v oblasti komunikace s nástupem internetu, digitalizace a sociálních médií, stejně jako s technologickými změnami ve společnosti jako celku. Formovala ji i nutnost reagovat na geopolitické a bezpečnostní změny, související s nárůstem bezpečnostních rizik v kyberprostoru, ohrožení ze strany hybridních či totalitních států, teroristických organizací a podobně. Strategická komunikace se zaměřuje na prezentaci a propagaci organizací (komerčních, neziskových či státních) prostřednictvím cílených aktivit vedoucích pracovníků, zaměstnanců a komunikačních profesionálů.

## Vznik a vývoj oboru
Strategická komunikace se vyvinula z potřeby organizací, ať už jsou to firmy nebo instituce, najít holistický přístup ke komunikaci, který zahrnuje různé součásti komunikace, jako je marketing, public relations, lobbying a sociální média. Jejím cílem je využít komunikaci aktivně k dosažení stanovených cílů organizace, například zvýšení tržního podílu, povědomí, důvěry, převzetí konkurence nebo změnu chování lidí. Její zapojení je předpokladem úspěšnosti krizové komunikace.

## Teorie
Strategická komunikace je záměrná a řízená činnost, která monitoruje, analyzuje a využívá komunikaci k tomu, aby podpořila cíle firmy nebo organizace ve vztahu s různými skupinami zainteresovaných aktérů. K implementaci strategie využívá různé taktiky, nástroje a prostředky komunikace. Strategická komunikace se v průběhu času vyvíjela a adaptovala na nové výzvy a technologické změny. Důležitými aspekty strategické komunikace jsou integrace komunikace, proměna médií, přesvědčování a celkové vnímání značky organizace. Pro efektivní strategickou komunikaci je nezbytné, aby byla záměrná, cílená, vykonávaná komunikačními profesionály a odehrávala se ve veřejné sféře.

## Akademický výzkum a vzdělávání
Akademický výzkum a vzdělávání v oblasti strategické komunikace se neustále rozvíjí. Existuje široká škála publikací, které se zabývají strategickou komunikací a poskytují teoretické základy a praktické příklady. Akademické instituce (například Kolumbijská univerzita nebo Lundská univerzita) nabízejí kurzy a programy zaměřené na strategickou komunikaci, které připravují studenty na aplikaci strategických komunikačních principů v různých profesionálních prostředích. Od roku 2020 existuje magisterský obor Strategická komunikace na Fakultě sociálních věd Univerzity Karlovy, jeho garantkou je docentka Denisa Hejlová. 

## Praktické využití
Strategická komunikace nachází praktické uplatnění v různých oblastech, včetně komerční, vládní, zdravotní a politické komunikace. Pomáhá organizacím dosahovat svých cílů, získávat a udržovat důvěru stakeholderů a podporovat inovace a změny. Důležitou součástí oboru je rozvoj aplikované etiky, zejména v kontextu digitálních technologií.